# ویپرو
ویپرو (به انگلیسی: Wipro) شرکت مشاور مدیریت چندملیتی و هندی است، که در زمینه برون‌سپاری و مشاوره اطلاعاتی فعالیت می‌نماید. شمار کارکنان این شرکت بیش از ۱۴۵ هزار نفر بوده، که در ۵۴ کشور جهان فعالیت می‌کنند. دفتر مرکزی این شرکت در شهر بنگالورو، هند قرار دارد و بخشی از سهام آن در بازارهای بورس نیویورک، بورس اوراق بهادار ملی هند و بورس اوراق بهادار بمبئی معامله می‌شود.